# Rajon Kadamdschai
Der Rajon Kadamdschai ist ein Rajon (Bezirk) im Oblus Batken (Kirgisistan). Er hat eine Fläche von 6.146 km² und 201.293 Einwohner.

## Geschichte
Der Rajon wurde 1938 als Rajon Frunse gegründet. 1999 erhielt der Rajon seinen heutigen Namen nach seiner Hauptstadt Kadamdschai.

## Geographie
Der Rajon grenzt im Westen an den Rajon Batken (Oblus Batken), im Osten an den Rajon Nookat, im Süden an den Rajon Tschong-Alai (beide Oblus Osch) und im Norden an Usbekistan. Die Stadt Kysyl-Kyja ist vom Rajon zwar vollständig umschlossen, aber gehört keinem Rajon an und bildet einen eigenen Stadtkreis.
Der Rajon nimmt den südlichen Teil der Ausläufer des Ferghanatals und die dem Tal zugewandte Nordseite des Alaigebirges ein. Der niedrigste Punkt über dem Meeresspiegel liegt auf 700 m, der höchste Punkt bei 5259 m (im Alaigebirge). Das Ferghanatal ist von Hügeln begrenzt und an einigen Stellen gibt es Ebenen. Südlich der Hügel liegt die Vorgebirgszone. Das Gebiet des Bezirks ist reich an natürlichen Ressourcen. Unter den Brennstoffressourcen ist Braunkohle von großer Bedeutung (Lagerstätten etwa bei Kysyl-Kyja). In Bezug auf Antimon und Quecksilber steht der Rajon in Zentralasien an erster Stelle (Lagerstätten etwa bei Kadamdschai, Aidarken). Des Weiteren gibt es Baumaterialien Vorkommen von Gips, Sand und Kies, Ton usw. Im Rajon befinden sich auch Blei- und Goldminen. Das Klima ist kontinental. Die Sommer sind heiß und trocken, die Winter mild und kalt.
Durch den Rajon verlaufen u. a. der Shohimardonsoy, der Soch und der Isfayramsoy.

## Verwaltungsgliederung
Der Rajon umfasst 2 Städte (den Verwaltungssitz Kadamdschai und Aidarken), die hierarchisch einer Landgemeinde gleichgesetzt sind, sowie 115 Dörfer in 13 Landgemeinden. Daneben existieren 3 Dörfer, die keiner Landgemeinde angehören und der Stadt Kadamdschai unterstehen.
| Nr. | Landgemeinde       | Verwaltungszentrum | Anzahl der Dörfer | Bevölkerung (2021) |
| --- | ------------------ | ------------------ | ----------------- | ------------------ |
| 1   | Absamat Massalijew | Kara-Döbö          | 8                 | 14.890             |
| 2   | Airibas            | Airibas            | 6                 | 16.014             |
| 3   | Ak-Turpak          | Dschangy-Dscher    | 14                | 16.773             |
| 4   | Alga               | Alga               | 8                 | 9.405              |
| 5   | Birlik             | Ormosch            | 13                | 14.046             |
| 6   | Chalmion           | Dschengisch        | 13                | 21.025             |
| 7   | Kötörmö            | Kysyl-Bulak        | 10                | 11.029             |
| 8   | Kyrgys-Kyschtak    | Kyrgys-Kyschtak    | 5                 | 9.599              |
| 9   | Maidan             | Kara-Dschygatsch   | 13                | 14.370             |
| 10  | Orosbekow          | Orosbekow          | 7                 | 13.779             |
| 11  | Sowet              | Sowet              | 1                 | 1.502              |
| 12  | Tschauwai          | Tschauwai          | 1                 | 1.636              |
| 13  | Ütsch-Korgon       | Bos-Adyr           | 12                | 36.167             |